# Modestep
Modestep este o formație de muzică dubstep și rock electronic, formată în Londra, în 2010. Albumul de debut "Evolution Theory", a inclus astfel de piese de succese ca: Another Day (ft. Popeska), Feel Good, Sunlight, To the Stars și Show Me a Sign.